# Arlington Heights (Illinois)
Arlington Heights is een plaats (village) in de Amerikaanse staat Illinois, en valt bestuurlijk gezien onder Cook County en Lake County. De plaats is een noordwestelijke voorstad van Chicago.

## Demografie
Bij de volkstelling in 2000 werd het aantal inwoners vastgesteld op 76.031.
In 2006 is het aantal inwoners door het United States Census Bureau geschat op 74.138, een daling van 1893 (-2,5%).

## Geografie
Volgens het United States Census Bureau beslaat de plaats een oppervlakte van
42,6 km², waarvan 42,5 km² land en 0,1 km² water. Arlington Heights ligt op ongeveer 193 m boven zeeniveau.

## Plaatsen in de nabije omgeving
De onderstaande figuur toont nabijgelegen plaatsen in een straal van 8 km rond Arlington Heights.

## Geboren
- Linda Wild (1971), tennisspeelster
- Shannon Dunn-Downing (1972), snowboardster
- Brian McBride (1972), voetballer
- Jonathan Spector (1986), voetballer